# أوم روت
أوم روت هو مخرج، كاتب ومنتج هندي ولد في 21 ديسمبر 1981.

## روابط خارجية
أوم روت على موقع IMDb (الإنجليزية)
- أوم روت على موقع قاعدة بيانات الفيلم (الإنجليزية)